# Ideobisium gracile
Ideobisium gracile är en spindeldjursart som beskrevs av Luigi Balzan 1892. Ideobisium gracile ingår i släktet Ideobisium och familjen spinnklokrypare. Inga underarter finns listade i Catalogue of Life.